# Biblioteca Macon
La Biblioteca Macon es una sucursal de la Biblioteca Pública de Brooklyn , ubicada en el vecindario Bedford-Stuyvesant de Brooklyn, Nueva York. La sucursal, abierta en 1907, fue la undécima biblioteca Carnegie del municipio. Richard A. Walker diseñó la biblioteca en el estilo del Renacimiento clásico y se construyó con ladrillos rojos y molduras de piedra caliza, con techo de pizarra a un coste de 93 481 dólares (equivalente a 1 900 000 de dólares de 2019). En las décadas de 1940, 1970 y 2000, la biblioteca se sometió a importantes renovaciones y reparaciones. A pesar de los cambios, los elementos de diseño presentes en la apertura de la biblioteca permanecen, incluidas algunas estanterías, barandillas y paneles de madera. La biblioteca de Macon alberga el Centro de la herencia afroamericana.

## Historia
Situada en Bedford-Stuyvesant, Brooklyn, la biblioteca Macon fue la undécima biblioteca Carnegie –bibliotecas construidas con una donación del empresario y filántropo Andrew Carnegie– que se construirá como parte del sistema de bibliotecas públicas de Brooklyn. Con un coste de 93 481 dólares (71 481 para el edificio y su mobiliario más 22 000 adicionales para el terreno), la biblioteca fue diseñada por Richard A. Walker de Walker & Morris y construida en 1907 en la intersección de la calle Macon y la Avenida Lewis. La construcción de la biblioteca fue realizada por Daniel Ryan de Manhattan. En 1906, la Junta de Estimaciones de la Ciudad de Nueva York designó 10 000 dólares para la colección de la biblioteca. La apertura de la biblioteca sucursal, el 15 de julio de 1907, contó con la asistencia de 2.000 visitantes. Tras su apertura, contaba con 10 000 libros, con espacio para expandirse a 25 000. La biblioteca ha sido objeto de varias reparaciones y renovaciones. Entre 1948 y 1949, Macon se cerró por un repintado; la instalación de nuevas ventanas; la adición de un nuevo calentador y la eliminación de particiones en sus áreas de lectura. Los esfuerzos para modernizar el espacio interior de la biblioteca se llevaron a cabo de 1973 a 1977, incluida una actualización de su climatización, la construcción de un auditorio y la instalación de iluminación fluorescente. Alrededor de 1996, la biblioteca fue rehabilitada una vez más, para mejorar la accesibilidad y el sistema de aire acondicionado del edificio, y para instalar un nuevo techo diseñado que imitara el techo original. Este último proyecto estuvo encabezado por el arquitecto Leslie Defer. Macon fue renovada nuevamente entre 2006 y 2008 por Sen Architects. El proyecto tenía la intención de acercar la biblioteca a su apariencia original al hacer que los sistemas de climatización fueran menos visibles y reemplazar las luces fluorescentes colgantes con lámparas como las que tenía cuando se abrió. La renovación también incluyó la adición del African American Heritage Center, (Existe otro centro-museo dedicado a la American African Heritage en la ciudad de Kentucky)..La Biblioteca Pública de Brooklyn anunció que la Biblioteca Macon sería una de las primeras seis bibliotecas de su sistema en recibir señalización digital exterior, la primera actualización de señalización exterior en todo el sistema de Brooklyn en más de dos décadas. El proyecto, terminado en el verano de 2017, ascendió a 35 000 dólares.

## Arquitectura y características
La biblioteca de Macon tiene dos pisos de altura y está ligeramente elevada sobre el nivel de la calle. Ocupa la mayor parte del lote de 27 por 30 m (90 por 100 pies) en el que se encuentra. El edificio fue diseñado en el estilo arquitectónico del Renacimiento clásico y consta de cinco tramos. Si bien la biblioteca se construyó principalmente con ladrillo rojo, su entrada principal se destaca por un borde de piedra adornado sobre la puerta principal. Las puertas y ventanas están rodeadas por una moldura de piedra caliza de Indiana. La Biblioteca Macon se remata con una cornisa dentillada, debajo de la cual descansan sus ventanas, en lo alto de la fachada del edificio. El Brooklyn Daily Eagle destacó a Macon como una de las bibliotecas mejor iluminadas de Brooklyn en 1907. El edificio está rodeado por una verja de hierro y rematado con un techo de pizarra. 
En el interior, la biblioteca se divide en dos espacios principales: salas y áreas de lectura más amplias. La sala principal del edificio está ubicado en el centro del frente del plano de planta, mientras que sus estanterías se encuentran en la parte posterior, en el primer y segundo piso. En el nivel superior, mantiene la barandilla de metal original, y las estanterías para libros y los paneles de madera, que estaban presentes cuando se abrió Macon, también se siguen utilizando. Los pequeños nichos de la biblioteca contienen bancos de madera y las chimeneas presentes cuando se abrió la biblioteca. Una serie de frescos y paneles con frases como «Los hombres valientes y patriotas son mejores que el oro» (Abraham Lincoln) y «No hay ganancia sin dolor» (Benjamin Franklin) estaban incrustados en las repisas de la chimenea, pero actualmente ya no están presentes.